# Колодна
Коло́дна —  село в Україні, у Оржицькій селищній громаді Лубенського району Полтавської області. Населення становить 41 осіб. До 2020 орган місцевого самоврядування — Лукімська сільська рада.

## Географія
Село Колодна знаходиться на правому березі річки Сула, на її стариці Колодна, вище за течією на відстані 2,5 км розташоване село Мацкова Лучка, нижче за течією на відстані 1,5 км розташоване село Лукім'я, на протилежному березі - село Шкилі. Річка в цьому місці звивиста, утворює лимани, стариці та заболочені озера.

## Історія
12 червня 2020 року, відповідно до розпорядження Кабінету Міністрів України № 721-р «Про визначення адміністративних центрів та затвердження територій територіальних громад Полтавської області», село увійшло до складу Оржицької селищної громади.
19 липня 2020 року, в результаті адміністративно - територіальної реформи та ліквідації  Оржицького району, село увійшло до складу новоутвореного Полтавського району.